# Shan Tao (basket-ball)
Dans ce nom, le nom de famille, Shan, précède le nom personnel.
Shan Tao, (en chinois : 单涛), né le 31 mai 1970, à Jiangsu, en Chine, est un ancien joueur de basket-ball chinois. Il évolue durant sa carrière au poste de pivot.